# Mełgiew
Mełgiew è un comune rurale polacco del distretto di Świdnik, nel voivodato di Lublino.
Ricopre una superficie di 95,64 km² e nel 2004 contava 8 195 abitanti.